# ولودیمیر موزولیتین
ولودیمیر موزولیتین (اوکراینی: Володимир Миколайович Мусолітін؛ زادهٔ ۱۱ مارس ۱۹۷۳) بازیکن فوتبال اهل اوکراین است.
از باشگاه‌هایی که در آن بازی کرده‌است می‌توان به باشگاه فوتبال کریفباس کریفیی ریه، باشگاه فوتبال متالورگ زاپروژیا، باشگاه فوتبال آرسنال کی‌یف، باشگاه فوتبال چورنومورتس اودسا، و باشگاه فوتبال فورسکلا پولتاوا اشاره کرد.
وی همچنین در تیم ملی فوتبال اوکراین بازی کرده‌است.